# Анрапетуцян Храпарак (станція метро)
40°10′43″ пн. ш. 44°30′57″ сх. д. / 40.17861° пн. ш. 44.51583° сх. д.
Анрапетуця́н Храпара́к — станція Єреванського метрополітену, відкрита 26 грудня 1981 року. Станція розташована у центрі Єревану, між станціями «Єрітасардакан» і «Зоравара Андраніка», та має виходи до головного майдану міста. 

## Розташування
Станція розташована у середмісті Єревана, в районі Кентрон, та має виходи на Республіканську площу – головний майдан міста, на честь якого й названо станцію. На площі знаходяться будівлі Уряду Вірменії, Державної картинної галереї Вірменії та Національного історичного музею Вірменії, а також музичні водограї та торговий центр Вернісаж.

## Історія
Станцію відкрито 26 грудня 1981 року в межах відкриття І-ої черги підземної залізниці. Тоді вона мала назву «Леніні Храпарак» (вірм. Լենինի Հրապարակ) на честь засновника більшовицької партії, заколотника Владіміра Лєніна. Назву змінено 1992 року в ході декомунізації Вірменії.

## Технічна характеристика

### Конструкція
Конструкція станції — пілонна трисклепінна. Похилий хід має тристрічковий ескалатор.

### Оздоблення
Пілони мають звужену ширину і велику глибину. Проходи між центральним і колійними залами виконані у вигляді багатошарових арок. В оздобленні пілонів і колійних стін використано білий і бежевий мармур. Підлога оздоблена темно-червоним гранітом. Оригінальні люстри центрального залу у вигляді зв'язок з металевих рур (раніше лампи світили і з нижнього, і з верхнього боку «рур», зараз світять тільки вниз). Бічні платформи підсвічуються ртутними світильниками в нішах пілонів (раніше і центральний зал додатково підсвічували з ніш лампами розжарювання, але зараз цього немає).
У протилежній стороні середнього залу глухий торець повністю викладений дзеркалами. Завдяки цьому створюється враження, що станція вдвічі довша, ніж насправді. Вестибюль станції теж має вельми цікаву форму. Його верхній майданчик розташований трохи вище рівня вулиці, касовий зал розташований на напівпідземному, нульовому поверсі. Головною ланкою вестибюля станції є рекреаційний підземний дворик із потужним фонтаном, струмені якого видно на рівні верхнього майданчика. Дворик зусібіч оточений вестибюлем. Потрапити у дворик можна з нульового поверху, до якого веде ескалатор зі станції.